# William Henry Playfair
Sir William Henry Playfair (Londra, 15 luglio 1790 – Edimburgo, 19 marzo 1857) è stato un architetto britannico del XIX secolo.

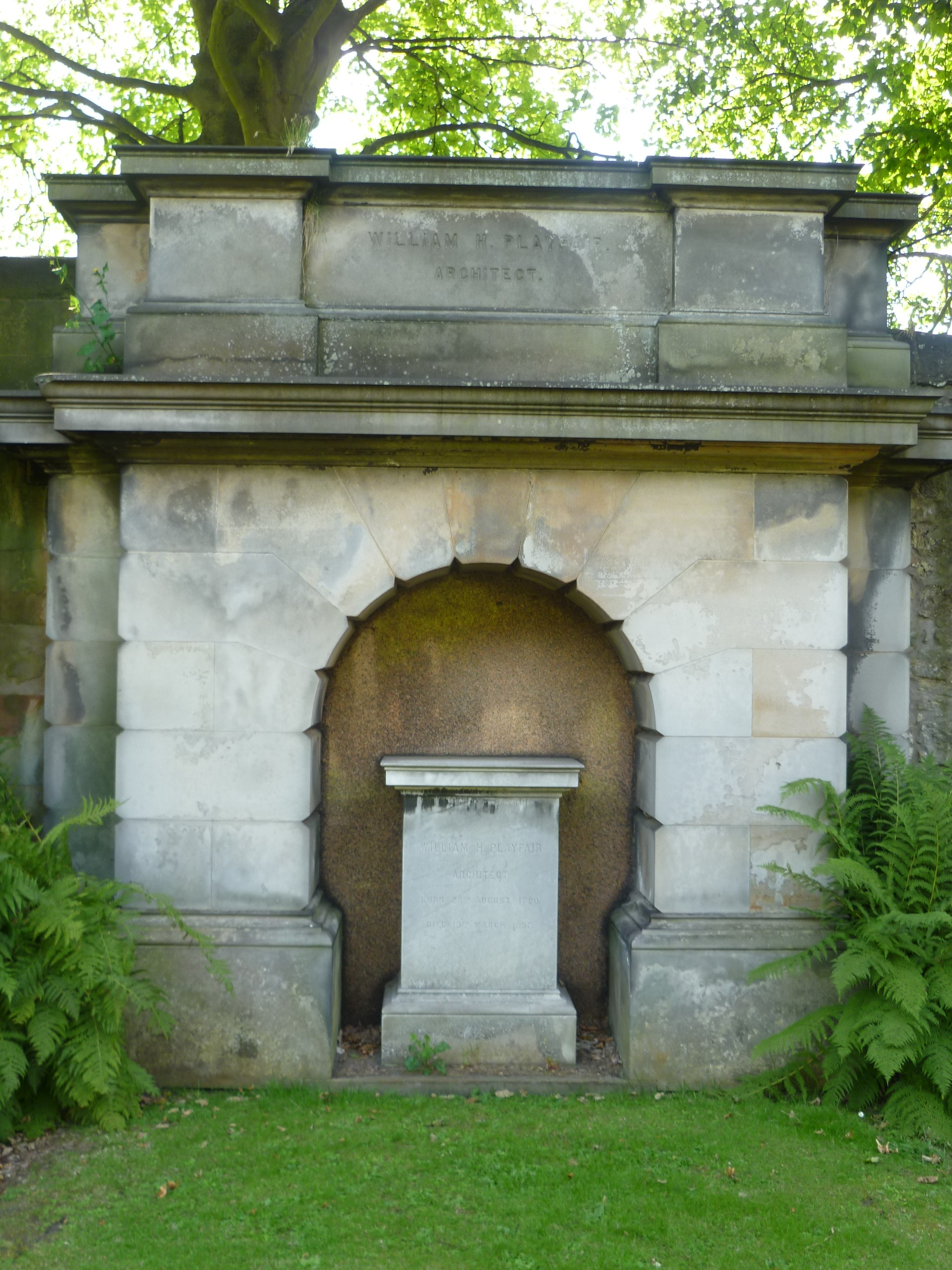
Tomba di Playfair al cimitero Dean di Edimburgo.

Nacque a Russell Square, dall'architetto James Playfair e da Jessie Graham, fu allievo di William Stark.